# Lee Boo-jin

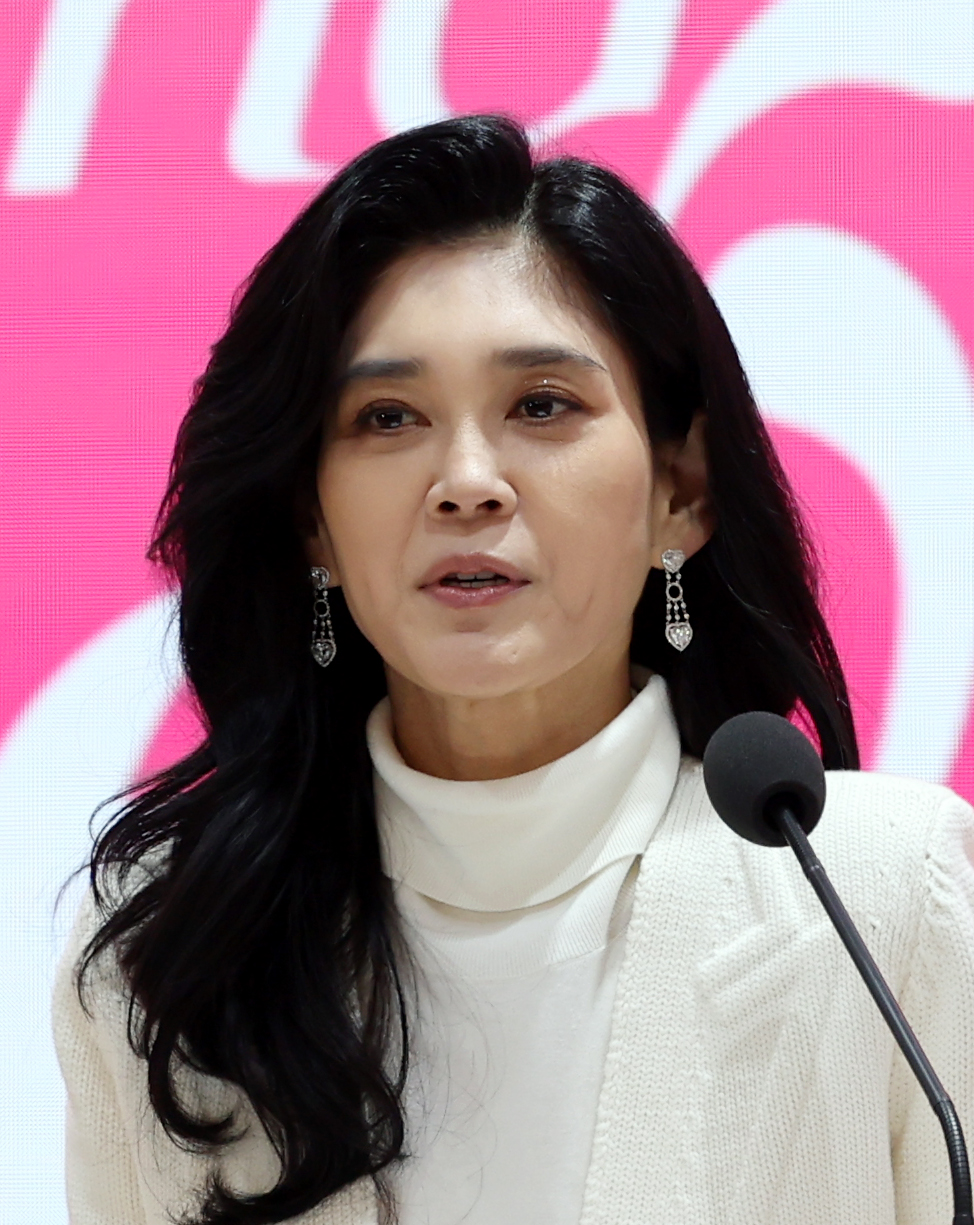
Lee Boo-jin

Lee Boo-jin (* 1971) ist eine südkoreanische Unternehmerin. Sie ist geschäftsführendes Vorstandsmitglied von Hotel Shilla, einem Betreiber von Luxushotels und Duty-free-Shops. Laut Forbes ist sie auf Platz 87 der Liste mächtigsten Frauen der Welt und Platz 21 auf der Liste der reichsten Koreaner.

## Leben
Lee Boo-jin ist die älteste Tochter von Samsung-Führungsperson Lee Kun-hee. Sie hat einen älteren Bruder, Lee Jae-yong, der als Nachfolger seines Vaters gilt und eine Schwester. Eine weitere Schwester beging 2005 im Alter von 27 Jahren Suizid.
Während der Strafverfahren gegen ihren Bruder wurde Lee von Medien als mögliche Nachfolgerin ins Spiel gebracht.
Lee ist geschieden und hat einen Sohn.